# 仏教系大学会議
仏教系大学会議（ぶっきょうけいだいがくかいぎ）とは、日本国内の建学の理念を仏教におく仏教系大学・短期大学の連携組織。
連携研修会・シンポジウムを中心に高度教育基盤の提供を行っている。

## 概要
- 設立年：平成6年
- 加盟数：65
- 目的：個性を尊重しつつ各大学間の連携を密にし、もって各大学の充実発展をはかるとともに、高等教育機関としての社会的責務を遂行する

## 加盟大学

### 大学
- 愛知学院大学
- 足利大学
- 大阪大谷大学
- 大谷大学
- 岐阜聖徳学園大学
- 京都華頂大学
- 京都光華女子大学
- 嵯峨美術大学
- 京都女子大学
- 京都文教大学
- くらしき作陽大学
- 高野山大学
- こども教育宝仙大学
- 駒沢女子大学
- 駒澤大学
- 埼玉工業大学
- 札幌大谷大学
- 四天王寺大学
- 淑徳大学
- 種智院大学
- 相愛大学
- 大正大学
- 筑紫女学園大学
- 鶴見大学
- 東海学園大学
- 同朋大学
- 東北福祉大学
- 苫小牧駒澤大学
- 名古屋音楽大学
- 名古屋造形大学
- 花園大学
- 兵庫大学
- 佛教大学
- 身延山大学
- 武蔵野大学
- 立正大学
- 龍谷大学

### 短期大学
- 愛知学院大学短期大学部
- 足利短期大学
- 飯田短期大学
- 大阪千代田短期大学
- 大谷大学短期大学部
- 帯広大谷短期大学
- 華頂短期大学
- 九州大谷短期大学
- 岐阜聖徳学園大学短期大学部
- 京都光華女子大学短期大学部
- 嵯峨美術短期大学
- 京都女子大学短期大学部
- 京都文教短期大学
- 京都西山短期大学
- 駒沢女子短期大学
- 札幌大谷大学短期大学部
- 四天王寺大学短期大学部
- 淑徳大学短期大学部
- 正眼短期大学
- 筑紫女学園大学短期大学部
- 聖和学園短期大学
- 高田短期大学
- 鶴見大学短期大学部
- 東京立正短期大学
- 兵庫大学短期大学部
- 函館大谷短期大学
- 龍谷大学短期大学部